# 클리멘트 콜레스니코프
클리멘트 안드레예비치 콜레스니코프(러시아어: Климе́нт Андре́евич Коле́сников, 러시아어 발음: [klʲɪˈmʲent ɐnˈdrʲejɪvʲɪt͡ɕ kɐˈlʲesʲnʲɪkəf], 2000년 7월 9일~)는 러시아의 수영 선수이다. 주 종목은 배영으로 2020년 하계 올림픽에서 남자 배영 100m 종목에서 은메달, 남자 자유형 100m 종목에서 동메달을 획득했다.
2017년 12월 쇼트 코스 100m 배영 세계 기록을 수립하여 2000년대에 태어난 수영 선수 중 최초로 세계 기록을 경신한 선수가 되었다. 2018년 8월에는 남자 50m 배영 롱 코스 세계기록을 경신했다.